# فضا: ۱۹۹۹
فضا: ۱۹۹۹ (به انگلیسی: Space: 1999) یک مجموعه تلویزیونی بریتانیایی بود که نخستین بار از ۱۹۷۵ تا ۱۹۷۷، از شبکهٔ آی‌تی‌وی پخش شد. این مجموعه تلویزیونی در ژانر دراماتیک علمی_تخیلی دسته‌بندی شده و ساخت انگلستان بود.

Year Two Characters. Left to right: Helena Russell, John Koenig, Maya, Tony Verdeschi, Alan Carter.

Year One Characters. Main Deck left to right: Victor Bergman (seated), Alan Carter, Helena Russell, John Koenig, Paul Morrow (seated), Sandra Benes, David Kano. Upper Deck, Not fully identified: Tanya Alexander (third from right).

## داستان مجموعه تلویزیونی
ایستگاه فضایی آلفا پایگاهی بود علمی - پژوهشی که بر روی کره ماه ساخته شده بود، سال‌ها بود که انسان‌ها زباله‌های اتمی خود را به کره ماه می‌برده و در آنجا تلنبار می‌کردند تا اینکه سرانجام در روز سیزدهم ماه سپتامبر ۱۹۹۹ هنگامی که می‌رفت تا خطر یک پرتوافکنی الکترومغناطیسی حس شود، کره ماه با یک انفجار بزرگ هسته‌ای روبرو گشت. نیروی این انفجار آنچنان قوی، سخت و مهیب بود که توانست این کره را از مدار خود خارج نموده و همچون یک راکت به فضای بی‌نهایت پرتاب نماید. پس از آن کره ماه خود بسان سفینه ای اکتشافی درآمد و تمامی ۳۱۱ تن خدمه پایگاه فضایی آلفا نیز در پی یافتن مکانهای جدید برای ادامه زندگی بودند و در این میان، آنها با موجودات و همچنین تمدنهای کیهانی نوینی روبرو و آشنا می‌شدند.